# Кузніченко Сергій Олександрович
Кузніченко Сергій Олександрович ( нар. 13 травня 1974 року) —  доктор юридичних наук, професор, заслужений діяч науки і техніки України, член-кореспондент Національної академії правових наук України, заслужений юрист Автономної Республіки Крим, полковник міліції.

## Біографія
Народився 13 травня 1974 року у місті Харків.
З 1993 до 1998 роки навчався в Харківському інституті внутрішніх справ при Національній юридичній академії України ім. Ярослава Мудрого.
З 1998 до 2001 роки навчався в ад'юнктурі Національного університету внутрішніх справ м. Харків. 
У квітні 2001 року захистив кандидатську дисертацію за темою: «Управління органами внутрішніх справ в особливих умовах, викликаних аномальними явищами техногенного і природного характеру (організаційно-правові аспекти)».
У липні 2010 року захистив докторську дисертацію за темою: «Становлення та розвиток інституту надзвичайних адміністративно-правових режимів в Україні».
У 2011 році присвоєно вчене звання професора.
Має великий досвід педагогічної і практичної роботи в системі органів внутрішніх справ. З травня 2001 року по травень 2006 року працював на адміністративних та педагогічних посадах в Національному університеті внутрішніх справ. 
З травня 2006 року по квітень 2008 року працював на різних керівних посадах у Кримському юридичному інституті Одеського державного університету внутрішніх справ. 
З серпня 2011 до вересня 2015 року перебував на посаді першого проректора, а згодом проректора Одеського державного університету внутрішніх справ.  
У 2015 році призначений завідувачем сектора Інституту законодавства Верховної Ради України, а з квітня 2016 року – головним науковим співробітником Інституту Законодавства Верховної Ради України. 
З 2018 до 2020 року працював в Одеському державному університеті внутрішніх справ, де обіймав посади проректора, першого проректора. 
З 2020 року до червня 2021 року − проректор Національної академії внутрішніх справ. 
З липня до листопада 2021 року – завідувач кафедри цивільного та конституційного права Національного морського університету. 
З листопада 2021 року по  червень 2022 року –  ректор Одеського державного університету внутрішніх справ.

## Наукова і педагогічна діяльність
Є автором понад 200 наукових праць, у тому числі 5-ти підручників, 4-х монографій, 11-ти навчальних посібників, науково-практичних коментарів Кодексу України про адміністративні правопорушення, Кодексу адміністративного судочинства України, законів України «Про правовий режим надзвичайного стану», «Про правовий режим воєнного стану» та ін. Керівник і відповідальний виконавець понад 10-ти науково-дослідних робіт, що виконувалися за замовленням МВС України.
Під його керівництвом захищено 5 дисертацій на здобуття наукового ступеня доктора юридичних наук та 28 дисертацій на здобуття наукового ступеня кандидата юридичних наук. 

## Нагороди і відзнаки
Неодноразово заохочувався керівництвом МВС України, зокрема нагороджений відзнаками МВС України «За відзнаку в службі» І, ІІ ступенів, «Почесний знак МВС України», «Закон і честь», «За безпеку народу», «Кращий працівник МВС». 
У 2019 році указом Президента України №14 присвоєно почесне звання «Заслужений діяч науки і техніки України». 